# Anne Coesens
Anne Coesens (1968) is een Belgisch actrice.

## Biografie
Coesens hield zich al vanaf jonge leeftijd bezig met theater. Nadat ze was afgestudeerd en een graduaat "marketing-distribution" had behaald aan het Koninklijk Conservatorium van Brussel, ging ze naar het Conservatoire national supérieur d'art dramatique in Parijs, waar ze studies bij Philippe Adrien volgde. In 1986 kreeg ze een kleine rol in de film La Puritaine van Jacques Doillon. Na haar studies aan het conservatorium acteerde ze in het theater (Un lion en hiver, Een Midzomernachtdroom, Cyrano de Bergerac, L'Ermite dans la Forêt, La Rue du château), voor televisie (Une soupe aux herbes sauvages, Ce que raconte Ernesto) en in speelfilms. In 2011 won Coesens haar eerste Magritte voor beste actrice in Illégal en in 2016 de Magritte voor beste actrice in een bijrol in Tous les chats sont gris.
Behalve haar werk als actrice is zij mede-scenarioschrijver voor de televisieserie Pandore.

## Filmografie
Exclusief televisieseries en -films
- 2022-2024: Pandore - Claire Delval
- 2018: Duelles - Céline Geniot
- 2016: La Taularde - Noémie
- 2015: Tous les chats sont gris - Christine
- 2014: Pas son genre - Hélène Pasquier-Legrand
- 2014: L'Année prochaine - Ariane
- 2013: Comme un lion
- 2013: Goodbye Morocco
- 2010: Illégal
- 2009: Diamant 13
- 2009: Élève libre
- 2009: 664 km (korte film)
- 2008: 9mm
- 2007: Darling
- 2006: Cages
- 2004: Dans l'ombre (korte film)
- 2004: Demain on déménage
- 2004: L'Ennemi naturel
- 2002: Quand tu descendras du Ciel
- 2000: Chambre froide (korte film)
- 2000: Le Secret
- 1998: Pure Fiction
- 1998: Histoire ancienne (korte film)
- 1997: Le Temps d'une cigarette (korte film)
- 1997: Ma vie en rose
- 1997: Alliance cherche doigt
- 1991: Le Jour du chat
- 1986: La Puritaine

## Prijzen en nominaties
De belangrijkste:
| Jaar | Prijs    | Categorie                   | Film                     | Uitslag     |
| ---- | -------- | --------------------------- | ------------------------ | ----------- |
| 2016 | Magritte | Beste actrice in een bijrol | Tous les chats sont gris | Gewonnen    |
| 2015 | Magritte | Beste actrice in een bijrol | Pas son genre            | Genomineerd |
| 2011 | Magritte | Beste actrice               | Illégal                  | Gewonnen    |